# Contre six parade
Contre six parade er en parade i fægtning der, for højrehåndsfægtere, udføres som en cirkulær bevægelse i håndleddet med uret. Formålet er at få afværget et angreb fra en modstander på en sådan måde, at angrebet passerer kroppens højre side, samtidig med man selv skaber en åbning til et modangreb (riposte). 
Paraden adskiller sig fra kårde til fleuret. For kårdefægtere foregår paraden oftest i mere strakt arm, mens den for fleuretfægtere foregår tættere ved kroppen. Årsagen til forskellen er, at fleuretfægtere, i modsætning til kårdefægtere, kun har torsoen som gyldig træfområde, og dermed kan bruge armen som gyldigt blokerende felt. Den mulighed har kårdefægterne ikke, da hele kroppen er gyldigt træfområde. 
I den avancerede del af kårdefægtningen benytter nogle kårdefægtere sig også periodevis af den tætte contre six parade tæt ved kroppen. Herved kan modstanderen lokkes længere frem og få overbalance, inden paraden tages, og modangrebet sættes ind. Flere danske topfægtere har gennem tiderne benyttet den tætte parade som overraskelsesmoment, bl.a. de tidligere danmarksmestere Reinhard Münster og Henrik Westermann.